# کازوشی ایسویاما
کازوشی ایسویاما (انگلیسی: Kazushi Isoyama؛ زادهٔ ۸ ژانویهٔ ۱۹۷۵) بازیکن فوتبال اهل ژاپن است.
از باشگاه‌هایی که در آن بازی کرده‌است می‌توان به باشگاه فوتبال کونسادول ساپورو اشاره کرد.